# TONIGHT (金賢重單曲)
《TONIGHT》是韓國Pop Dance組合SS501隊長金賢重於2013年6月5日，由環球音樂/Delicious Deli Records所發行的第三張日語單曲。

## 專輯概述
本作於2013年4月16日首先透過金賢重日本官方網站發布將於6月5日推出最新單曲，名稱未定，分為初回限定盤A、初回限定盤B、初回限定盤C、初回限定盤D和通常盤，五版本，內收錄「TONIGHT」、「CAPPUCCINO」、「君だけを消せなくて」等6首曲目並於即日起開放預購，隨後5月2日以「時髦性感」為概念訂定單曲名稱「TONIGHT」並釋出首波宣傳／單曲封面照。5月29日首先在音樂網站發布同名主打歌曲「TONIGHT」來電鈴聲(Ｒ)及全曲鈴聲(Ｒ)；6月7日臺灣壓制版TONIGHT日文單曲初回限定盤正式發行。

### 音樂錄影帶

TONIGHT官方宣傳預告截圖

本作與前作不同特地為三首新曲錄製專屬音樂影像並僅透過日本環球官方YOUTUBE頻道依序公開預告：
2013年5月25日「無法將妳抹去」－演出MV的演員們於東京拍攝，而金賢重則是和樂隊一同在濟州島進行外景拍攝，以交錯的男女故事交叉呈現，呈現電視劇般的MV形式。
2013年5月25日「CAPPUCCINO」－為迎合歌曲概念MV融入風趣元素。摻雜大量的CG特效，特別後半部分開始的畫面勾起觀看者想參加PARTY的慾望。
2013年5月29日「TONIGHT」－MV畫面融合金賢重提出的想法以性感幹練的形式呈現，並以黑白為概念創造出簡約的摩登現代感畫面。
完整版本音樂影像亦僅各收錄於初回限定盤（A／B／C），未於日本電視頻道播映，但之後為在臺發行宣傳之必要在MTV頻道連續三日（6月13日至15日）放映「TONIGHT」音樂影像。

## 曲目
| 【TONIGHT】 | 【TONIGHT】                        | 【TONIGHT】                                               | 【TONIGHT】                                                                                | 【TONIGHT】 |
| 曲序        | 曲目                               |                                                           | 作曲                                                                                       | 时长        |
| ----------- | ---------------------------------- | --------------------------------------------------------- | ------------------------------------------------------------------------------------------ | ----------- |
| 1.          | TONIGHT                            | Kyung Da Som / James Rhee(RHEEMIX) / 日本語詞 : Rina Moon | Sean Alexander / Glen Choi(dj nure) / Michaelangelo(Michael Snyder) / Todd Joseph Slingsby | 3:07        |
| 2.          | CAPPUCCINO                         | Hawon / 日本語詞 : Rina Moon                              | Steven Lee / Jimmy Richard / Fredrik Hult / Andreas Oberg                                  | 3:33        |
| 3.          | 無法將妳抹去（君だけを消せなくて） | Kyung Da Som / James Rhee(RHEEMIX) / 日本語詞 : Rina Moon | Neil Athale / Dee Adams                                                                    | 3:51        |
| 4.          | TONIGHT（演奏版）                  |                                                           |                                                                                            |             |
| 5.          | CAPPUCCINO（演奏版）               |                                                           |                                                                                            |             |
| 6.          | 無法將妳抹去（演奏版）             |                                                           |                                                                                            |             |

### 新曲介紹
1. TONIGHT
  - 是首和以往截然不同風格的歌曲，有著熱情滿溢的心意。
2. CAPPUCCINO
  - 由多次與金賢重合作的Steven Lee與Jimmy Richard等音樂創作者共同製作而成，為愉快且能感受機智風趣的歌曲。特別，金賢重為能靈活運用雷鬼音樂而特意做了專研。
3. 無法將妳抹去
  - 是首退去浮華，清新的英式抒情搖滾曲風，與前作「Your Story」相同有著思念情緒的新曲。

## 成績
根據日本Oricon公信榜資料顯示，金賢重的第三張日文單曲「TONIGHT」，在6月5日發行當日獲得銷售榜二位，銷售量高達10萬1818張，僅次於日本人氣不墜團體「SMAP」的19萬4660張，當週（6月3日至9日）排名依舊保持第二位置銷量增至11萬5809張，爾後Oricon方面於6月11日宣佈「金賢重這期間在日本活動的同時，是唯一一位在日本發行的三張單曲專輯連續在發行首周就突破10萬張銷量紀錄的韓國個人歌手。」一舉躍身為引領韓國音樂熱潮的最高藝人之列，奠定了韓國歌手金賢重的價值所在。當月排名第6位總銷量12萬321張。
另亦於Sound Scan銷量榜TONIGHT（初回限定盤A）當週6月3日至6月9日銷量累計1萬1527張，依次（初回限定盤B）9,553張、（初回限定盤C）8,937張，分別占據15、17、19的位置。
此外，歌曲「TONIGHT」在dwango音源付費下載網“K-Pop Life”部門連續兩日（6月2日至3日）蟬聯來電鈴聲與全曲鈴聲排行榜首，並獲週間來電鈴聲、全曲鈴聲、Android版來電鈴聲三冠王。

## 活動記錄
- 2013年6月2日出席於熊本縣Country Park舉行的『K-POP FESTIVAL 2013 in KUMAMOTO』
- 2013年6月4日於東京長野太陽廣場舉行『「TONIGHT」發售記念會』[6]
- 2013年9月15日、16日於横浜Bay Area舉辦『キム・ヒョンジュン Presents  野外ライブ&花火!!!』（DATVshopping限定特典5型態購入者）
- 發售紀念巡迴展覽
  - Tower Record 涉谷店4F
    - 時間：2013年6月4日－6月10日
    - 內容：寫真展板

  - SHBUYA TSUTAYA　
    - 時間：2013年6月4日－6月10日
    - 內容：入口櫥窗播放

  - 銀座山野樂器總店 1F至B1
    - 時間：2013年6月4日－6月17日
    - 內容：迷你寫真展板

  - Tower Record 梅田大阪店
    - 時間：2013年6月4日－6月10日
    - 內容：寫真展板

## 發行版本
日本
【金賢重STORE限定商品】限定特典5款（初回限定盤A/B/C/D、通常盤各一枚） ¥7,800
- DATVshopping限定特典收錄「M/V Special Making DVD」

初回限定盤A(UICV-9030/CD+DVD)/單曲封面樣式A  ¥1,800
- CD：6曲收錄
- DVD：「TONIGHT」MV

初回限定盤B(UICV-9031/CD+DVD)/單曲封面樣式B ¥1,800
- CD：6曲收錄
- DVD：「Cappuccino」MV

初回限定盤C(UICV-9032/CD+DVD)/單曲封面樣式C ¥1,800
- CD：6曲收錄
- DVD：「君だけを消せなくて」MV

初回限定盤D(UICV-9033/CD)/單曲封面樣式D(Message Card（5種類）隨機封入) ¥1,200
- CD：6曲收錄

通常盤(UICV-5020/CD)/單曲封面樣式E(特別小冊) ¥1,200
- CD：6曲收錄

 臺灣
金賢重 TONIGHT日文單曲初回限定盤 NT218
- 歌詞本寫真+問候卡（全5款隨機1款）

## 外部連結
- 金賢重公司KEYEAST官網
- 金賢重個人韓國官方網站（页面存档备份，存于）
- （日語）金賢重個人日本官方網站（页面存档备份，存于）
- （日語）金賢重日本環球官網（页面存档备份，存于）
- 金賢重官方YOUTUBE頻道（页面存档备份，存于）